# سربلند (فیلم ۱۳۸۵)
سربلند (فیلم ۱۳۸۵) فیلمی به کارگردانی سعید تهرانی و نویسندگی سید سعید رحمانی ساختهٔ سال ۱۳۸۵ است.

## خلاصه داستان
تهران، ۱۳۴۹. علی پهلوان محل و رضا پسر بی‌کار طی یک درگیری خیابانی با هم آشنا می‌شوند. این آشنایی به رفاقتی منجر می‌شود که گذر سالها هم آن را کمرنگ نمی‌کند.

## بازیگران
- سعید تهرانی
- ابوالفضل پورعرب
- سروش صحت
- عسل بدیعی
- مریم سلطانی
- خسرو فرحزادی
- کاظم نجارزاده
- غلامرضا اصانلو
- ثریا قاسمی